# Sonate K. 504
La sonate K. 504 (F.448/L.29) en si bémol majeur est une œuvre pour clavier du compositeur italien Domenico Scarlatti.

## Présentation
La sonate K. 504, notée Allegro, forme une paire avec la sonate précédente.

## Manuscrits
Les sources principales sont le numéro 21 du manuscrit de Venise XII (1756) et Parme XIV 21. Les autres sources sont Münster I 41 (1756) et Vienne C 36.

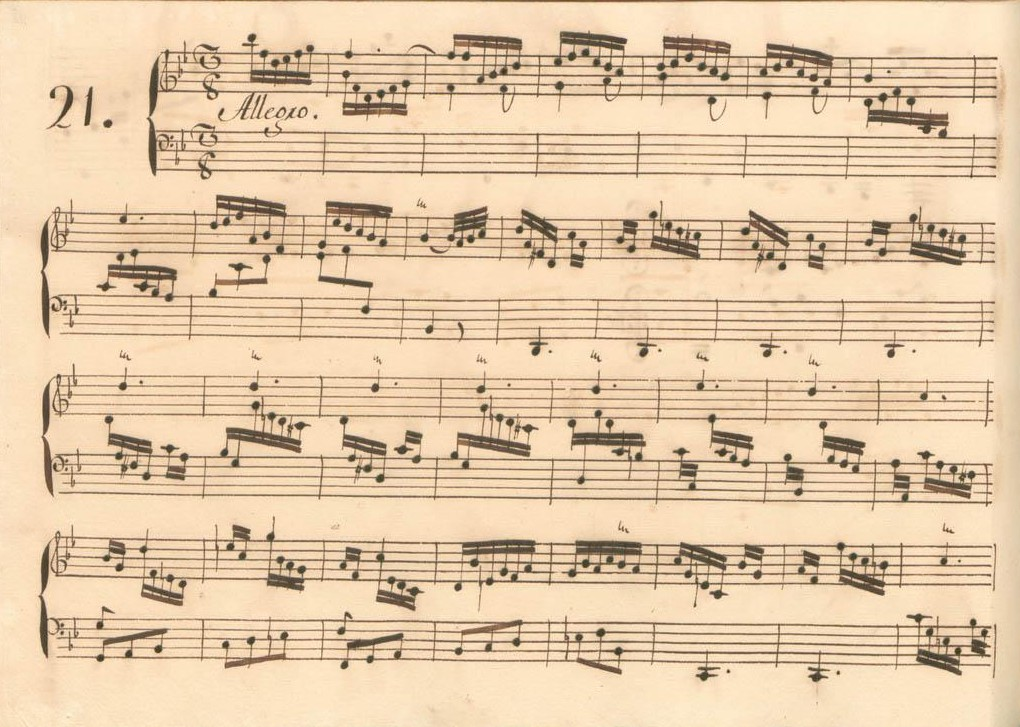
Parme XIV 21.
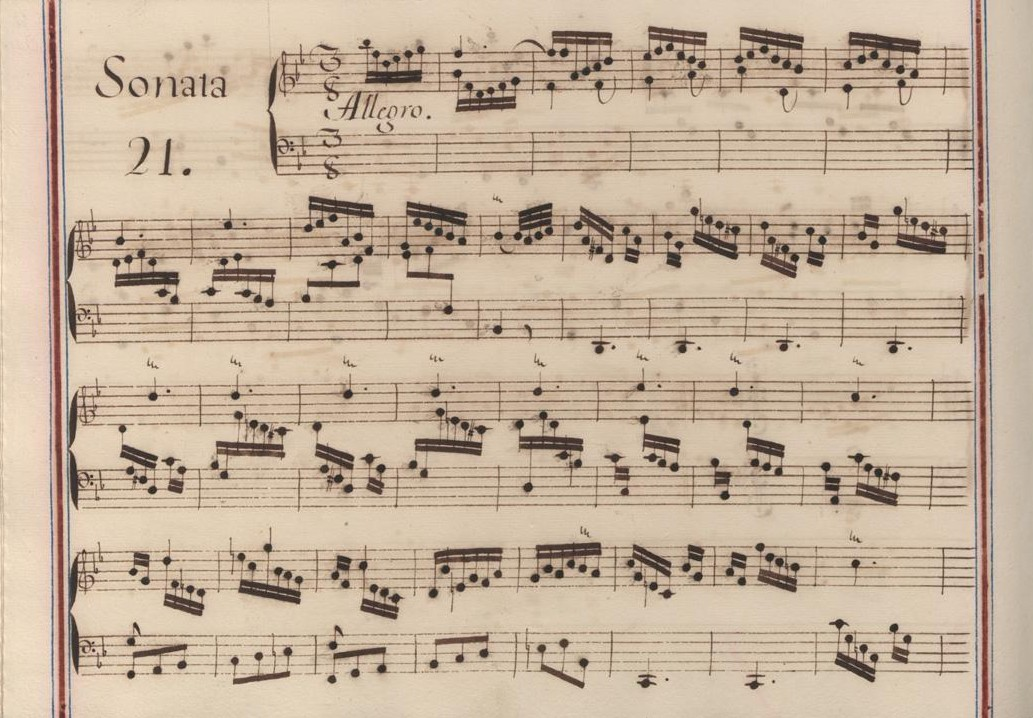
Venise XII 21.

## Interprètes
La sonate K. 504 est peu jouée au piano. Elle est cependant interprétée au sein d'intégrales par Sergio Monteiro (2017, Naxos, vol. 18), Carlo Grante (2016, Music & Arts, vol. 5) et Marco Fumo (it) (2022, Odradeck).
Au clavecin, elle est enregistrée par Scott Ross (1985), Richard Lester, (2004, Nimbus, vol. 5), Pieter-Jan Belder (2007, Brilliant Classics, vol. 11) et Frédérick Haas (2016).

## Sources
: document utilisé comme source pour la rédaction de cet article.
- Ralph Kirkpatrick (trad. de l'anglais par Dennis Collins), Domenico Scarlatti, Paris, Lattès, coll. « Musique et Musiciens », 1982 (1re éd. 1953 (en)), 493 p. (OCLC 954954205, BNF 34689181).
- Alain de Chambure, « Domenico Scarlatti : Intégrale des sonates — Scott Ross », p. 230, Erato (2564-62092-2), 1985 (OCLC 891183737) .